# Гіт (Алабама)
Гіт (англ. Heath) — місто (англ. town) в США, в окрузі Ковінгтон штату Алабама. Населення — 236 осіб (2020).

## Географія
Гіт розташований за координатами 31°20′41″ пн. ш. 86°28′9″ зх. д. / 31.34472° пн. ш. 86.46917° зх. д. (31.344839, -86.469050).  За даними Бюро перепису населення США в 2010 році місто мало площу 2,33 км², з яких 2,31 км² — суходіл та 0,03 км² — водойми.

## Демографія
Згідно з переписом 2010 року, у місті мешкали 254 особи в 102 домогосподарствах у складі 66 родин. Густота населення становила 109 осіб/км².  Було 127 помешкань (54/км²).
Расовий склад населення:
| - 88,6 % — білих - 10,6 % — чорних або афроамериканців |

До двох чи більше рас належало 0,4 %. Частка іспаномовних становила 1,2 % від усіх жителів.
За віковим діапазоном населення розподілялося таким чином: 22,0 % — особи молодші 18 років, 65,4 % — особи у віці 18—64 років, 12,6 % — особи у віці 65 років та старші. Медіана віку мешканця становила 39,5 року. На 100 осіб жіночої статі у місті припадало 104,8 чоловіків;  на 100 жінок у віці від 18 років та старших — 102,0 чоловіків також старших 18 років.
Середній дохід на одне домашнє господарство  становив 50 840 доларів США (медіана — 38 333), а середній дохід на одну сім'ю — 59 176 доларів (медіана — 46 250). За межею бідності перебувало 32,5 % осіб, у тому числі 66,3 % дітей у віці до 18 років та 2,2 % осіб у віці 65 років та старших.
Цивільне працевлаштоване населення становило 126 осіб. Основні галузі зайнятості: виробництво — 38,9 %, науковці, спеціалісти, менеджери — 13,5 %, роздрібна торгівля — 11,1 %, освіта, охорона здоров'я та соціальна допомога — 11,1 %.